# Fédération internationale de muay-thaï amateur
La Fédération internationale de muay-thaï amateur, officiellement en anglais International Federation of Muaythai Amateur ou ISTAF), est une association sportive internationale qui fédère une centaine fédérations nationales de muay-thaï du monde entier. Ce sport est plus particulièrement implanté en Asie du Sud-Est avec une intégration de la discipline aux Jeux de l'Asie du Sud-Est depuis 1995 et en 2017 aux Jeux mondiaux de Wrocław.
L'IFMA est affiliée depuis décembre 2016 à l'Association générale des fédérations internationales de sports après avoir été reconnu en décembre 2012 par le CIO. La reconnaissance a longtemps été retardé par la concurrence avec la Fédération Mondiale de Muaythai. Elle est également partie prenante de l'Agence mondiale antidopage.
Outre la promotion et la réglementation du sport, l'IFMA organise également son championnat du monde depuis 1994.

## Associations membres
En 2016, la fédération regroupe une 128 nations mais en 2018, seule une centaine sont référencées sur le site officiel.
| Afrique | Amériques | Asie | Europe | Pacifique |
| --- | --- | --- | --- | --- |
| - Algérie (Algerian Muaythai Federation) - Cameroun (Federation Camerounaise De Muaythai et Disciplines Affinitaires) - République démocratique du Congo (Congo Muaythai Federation) - Côte d'Ivoire (Federation Ivoirienne de Muaythai et Disciplines Assimilees) - Égypte (Egypytian Pharoah Lion Association for Martial Arts Muaythai) - Libye (Libyan Federation of Kickboxing and Similar Sports) - Madagascar (Federation Malagasy De Muaythai) - Maurice (Federation de Muay Thai et Disciplines Assimilees) - Maroc (Royale Marocaine of Muay Tai) - Nigeria (Nigeria Muaythai Federation) - Sénégal (Federation Senegalaise de Muay-Thai) - Afrique du Sud (South African Amateur Muaythai Federation) - Tunisie (Tunisian Federation of Kick Thai Boxing) - Ouganda (Uganda Muaythai Federation) | - Argentine (Federación Argentina de Muaythai) - Brésil (Confederacao Brasileira de Muaythai Tradicional) - Canada (Muaythai Canada) - Mexique (Federación Mexicana de Muaythai) - Pérou (Peruvian Muaythai Federation) - Trinité-et-Tobago (National Muay Thai Council of Trinidad and Tobago) - États-Unis (United States Muaythai Federation) | - Afghanistan (Afghanistan National Federation of Muaythai) - Azerbaïdjan (Muay Thai Federation Azerbaijan) - Bangladesh (Bangladesh Muaythai Federation) - Chine (China Muaythai Association) - Chinese Taipei (Chinese Taipei Muaythai Association) - Hong Kong (Hong Kong Muay Thai Association) - Inde (Muay Thai India ) - Indonésie (Indonesian Muaythai Federation) - Iran (I.R. IRAN National Muaythai Association) - Irak (Iraqi Muaythai Federation) - Japon (All Japan Muaythai Federation) - Jordanie (Jordan Muay Thai Association) - Kazakhstan (Muaythai Federation of the Republic of Kazakhstan) - Corée du Sud (Korea Muaythai Association) - Koweït (Kuwait Muaythai Committee) - Kirghizistan (" Krygyz Muaythai Federation) - Liban (Lebanese Muaythai Federation) - Mongolie (Muaythai Federation of Mongolia) - Pakistan (Pakistan Federation Amateur Muaythai) - Palestine (Palestine Federation of Muaythai) - Macao (Macau Muaythai Association) - Malaisie (Malaysia Muaythai Association) - Philippines (Muaythai Association of Philippines) - Arabie saoudite (Martial Arts Academy) - Singapour (Amateur Muaythai Association ) - Sri Lanka (MuayThai Association of Sri Lanka) - Syrie (Syrian Muay Thai Federation) - Thaïlande (Amateur Muaythai Association of Thailand) - Timor oriental (Federação de Muay Thay de Timor-Leste) - Turkménistan (Federation of Thai Boxing and Mixed Martial Arts of Turkmenistan) - Émirats arabes unis (UAE Muaythai Federation) - Ouzbékistan (Uzbekistan Amateur and Professional Muaythai Association) - Viêt Nam (Vietnam Muay Federation) | - Autriche (Austrian Kick and Thaiboxing Association) - Arménie (" Armenian Muaythai Federation) - Biélorussie (Belarusian Muaythai Federation) - Belgique (Belgian Muaythai Organisation) - Bosnie-Herzégovine (Savez Tajlandskog Boksa) - Bulgarie (" Bulgarian National Muay Thai Federation) - Croatie (Croatian Muaythai Federation) - Chypre (Cyprus Muaythai Federation (CMF)) - République tchèque (Czech Muay-Thai Association ) - Danemark (Danish Muay Thai Federation) - Estonie (" Eesti Muay Thai Föderatsioon) - Finlande (Muaythai Association of Finland) - France (FFKMDA) - Géorgie (Thaiboxing Georgian Federation) - Allemagne (Muaythai Bund Deutschland e.V.) - Grèce (Panhellenic Muaythai Federation) - Hongrie (Hungarian Muaythai Federation) - Irlande (Irish Muaythai Council) - Israël (Muaythai Ring and Combat Sport Association) - Italie (Federazione Italiana Muay Thai) - Lettonie (Latvian Muaythai Federation) - Lituanie (Lithuanian Muaythai Federation) - Luxembourg ([Federation De Muay Thai Luxembourg]) - Macédoine (MuayThai & Kickboxing Federation of Macedonia)ll> - Malte (Muay Thai Federation Malta) - Moldavie (Federation of Muaythai of Republic of Moldova) - Monaco (Fédération Monégasque de Muaythai et Disciplines Associées) - Pays-Bas (Muaythai Organisation Netherlands) - Norvège (Norwegian Muaythai Association) - Pologne (Polish Muaythai Federation) - Portugal (Portuguese Muaythai Federation) - Russie (Russian Muaythai Federation) - Écosse (Scottish Muay Thai Council) - Serbie (Muaythai Federation of Serbia) - Slovaquie (Slovak Muaythai Association) - Slovénie (Slovenian Muay thai federation) - Espagne (Federacion Española de Kickboxing y Muaythai) - Suède (Svenska Muaythai Förbundet) - Suisse (Swiss Muaythai Verband (SMTV)) - Turquie (Turkish Muaythai Federation) - Ukraine (Ukraine National Muaythai Federation) - Royaume-Uni (United Kingdom Muaythai Federation) | - Australie (Muaythai Australia) - Nouvelle-Zélande (New Zealand Muaythai Federation) - Polynésie française (Fédération Polynésienne Boxe Thaïlandaise et Disciplines Associées) |